# D (videogioco)
D (Ｄの食卓?, D no Shokutaku) è un videogioco survival horror sviluppato da WARP e pubblicato nel 1995 per 3DO. Distribuito in America Settentrionale da Panasonic, il videogioco ha ricevuto conversioni per PlayStation, Microsoft Windows e Sega Saturn distribuite da Acclaim Entertainment.
Ideato da Kenji Eno, è il primo titolo della serie D, che comprende i titoli D2 e Enemy Zero. Nonostante il successo ottenuto in Giappone, il videogioco non ha venduto altrettanto nella sua distribuzione occidentale per PlayStation.